# Common Law Cabin
Common Law Cabin è un film del 1967, diretto da Russ Meyer.
Sui manifesti del film erano evidenziate le misure delle tre attrici, secondo il regista tutte uguali: 110-60-90. Le attrici furono soprannominate le "Big Six", con evidente riferimento ai loro prosperosi seni.

## Trama
Dewey Hoople è il proprietario del Hoople's Heaven, un locale situato in un'isolata località turistica, in Colorado. Dewey è vedovo, ed è molto geloso nei confronti di Coral, la sua procace figlia, che vive con la sua nuova compagna, Babette.
Nel locale arrivano una coppia, il dottor Ross, e la moglie Sheila, e un uomo, Barney. Quest'ultimo seduce e uccide Sheila, violenta Babette in riva al fiume e tenta di aggredire anche Coral.
Barney, scoperto da Dawey, confessa di essere un poliziotto corrotto. Riesce a fuggire, ma viene buttato fuori dal motoscafo, che rimasto senza pilota lo investe.